# رب بیشاپ
راب بیشاپ (به انگلیسی: Rob Bishop) زاده ۱۳ ژوئیهٔ ۱۹۵۱ نمایندهٔ حوزه انتخابیه اول یوتا از حزب جمهوری‌خواه ایالات متحده آمریکا در مجلس نمایندگان ایالات متحده آمریکا بود که برای نخستین‌بار در ۴ ژانویه ۲۰۰۳ میلادی به ‌عضویت این مجلس درآمد.